# Friedrich Ebert (Architekt)

Friedrich Ebert

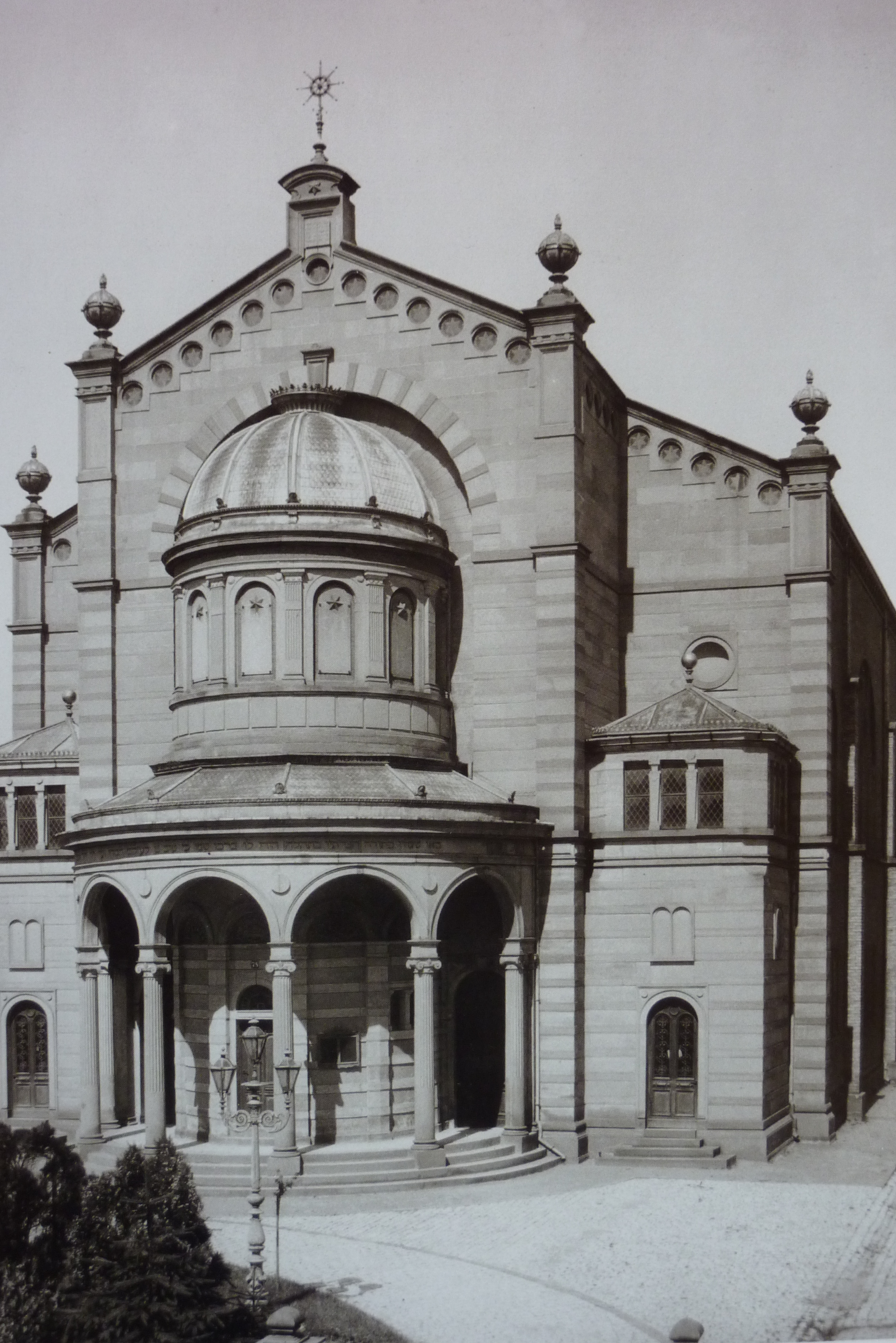
Synagoge in Bruchsal

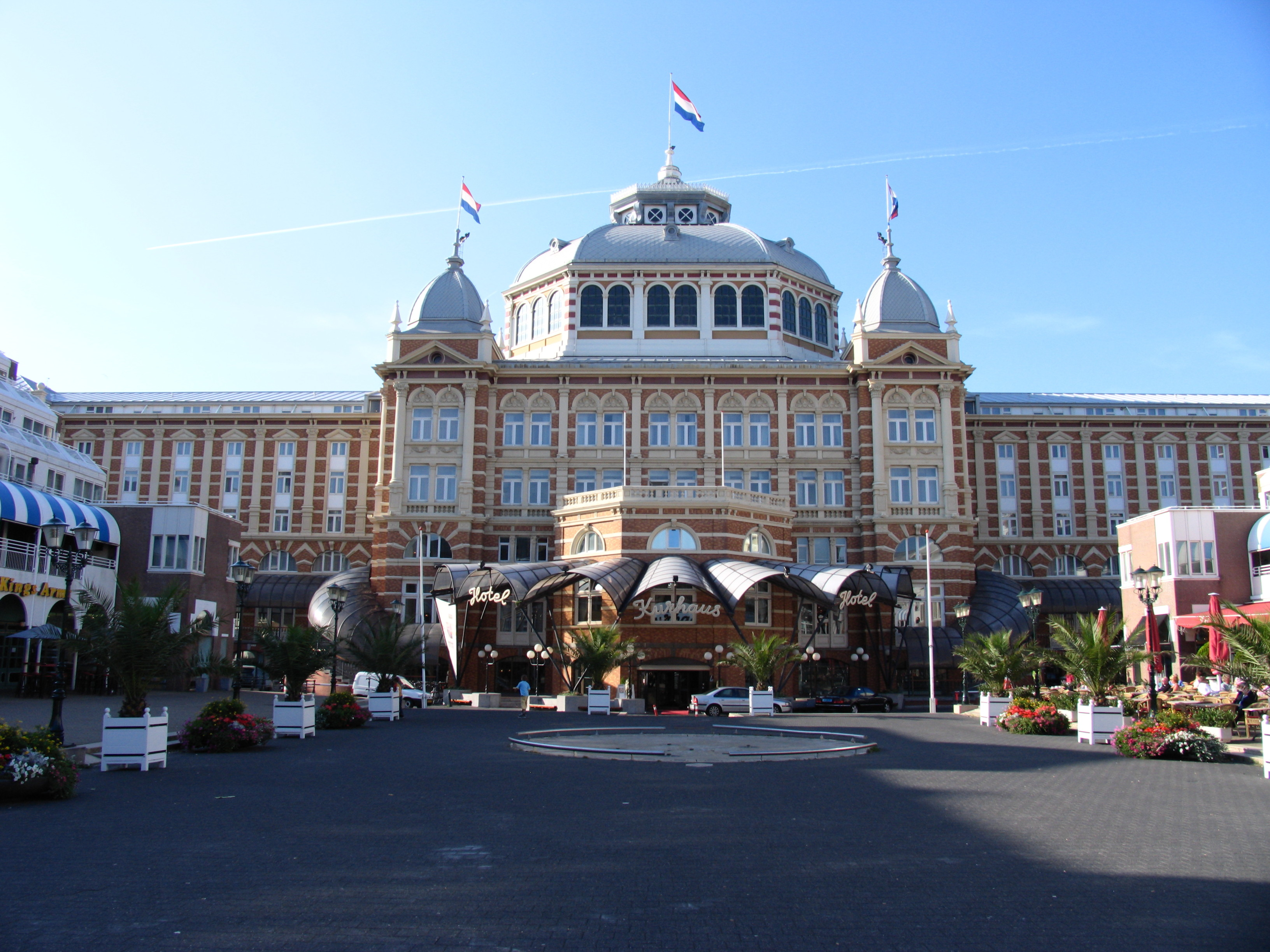
Kurhaus in Scheveningen

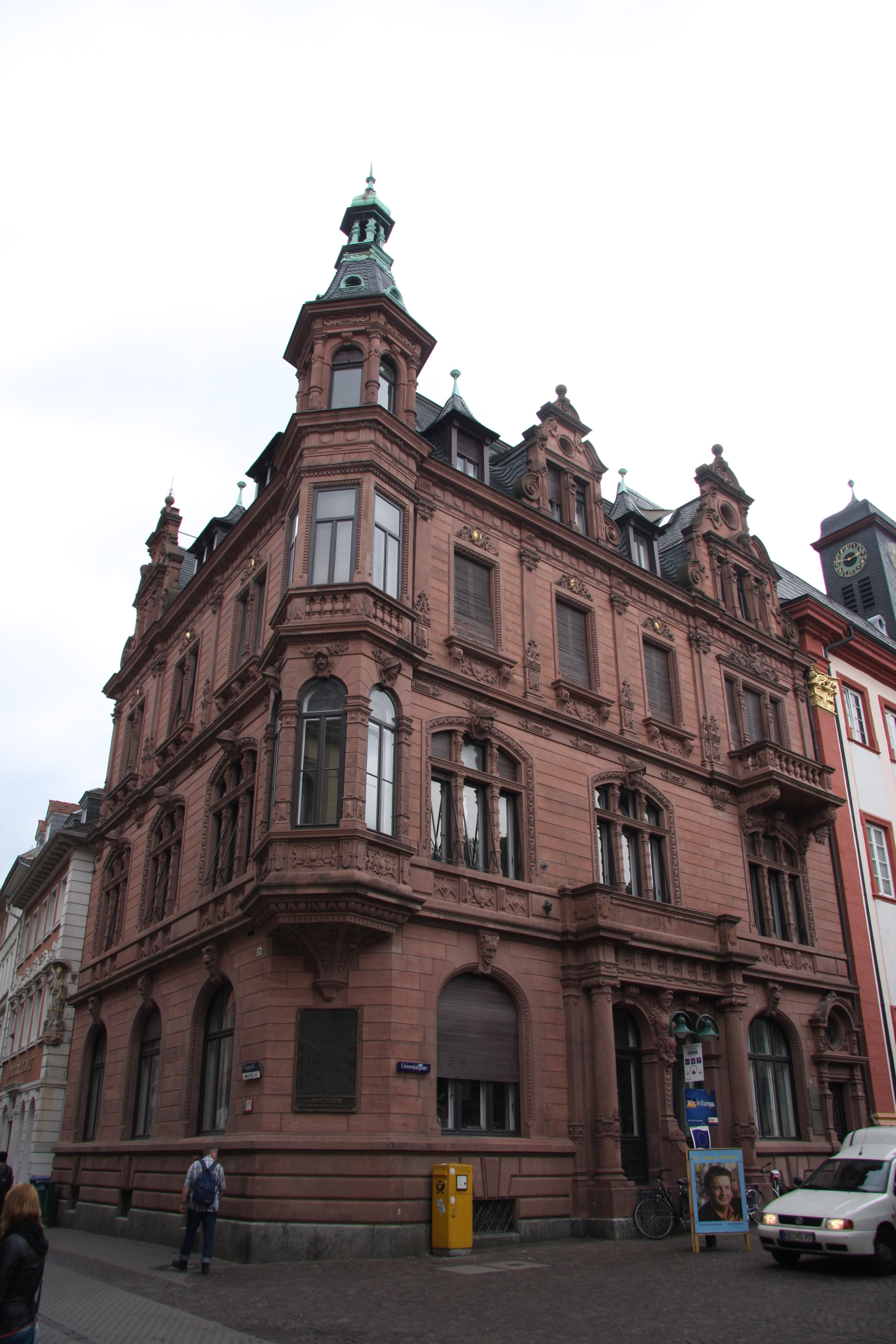
Oberrheinische Bank in Heidelberg

Friedrich Ebert (* 30. August 1850 in Ruchsen; † 23. Dezember 1914 in Heidelberg) war ein deutscher Architekt und Bauunternehmer.

## Leben
Mit dem Architekten und Bauunternehmer Johann Friedrich Henkenhaf (1848–1908) und dessen Bruder Jakob Henkenhaf (1855–1927) wirkte Friedrich Ebert von 1875 bis 1914 gemeinsam, in der Firma „Henkenhaf & Ebert“, unter anderem in Heidelberg und Amsterdam. Friedrich Ebert war verheiratet und hatte zwei Töchter. 
Sein Familiengrab liegt auf dem Heidelberger Bergfriedhof in der Abteilung X. Das Grabmal zeigt eine Monumentale Nischenstele mit weiblicher Trauerfigur.

## Bauten (Auswahl)
- 1880–1881: Synagoge in Bruchsal (Entwurf gemeinsam mit Jakob Henkenhaf; zerstört 1938 in der Reichspogromnacht)
- 1884–1887: Kurhaus in Scheveningen (mit Johann Friedrich Henkenhaf)

erbaut 1884–1885, eingeweiht am 11. Juli 1885, abgebrannt 1886, wiederaufgebaut 1886–1887, Baukosten rund 600.000 Gulden
- 1900–1901: Wohn- und Bankhaus für die Oberrheinische Bank in Heidelberg
- 1901–1903: Stadthalle Heidelberg